# Faltungstrichter

Ein Faltungstrichter

Der Faltungstrichter (genauer: Proteinfaltungstrichter, englisch folding funnel) ist eine postulierte trichterartige Kurve in einem Energiediagramm der Proteinfaltung.

## Eigenschaften
Gemäß dem Anfinsen-Dogma ist die native und gefaltete Konformation eines Proteins gleichzeitig die energetisch günstigste, weshalb sich die Proteinfaltung unter zellulären Bedingungen in den meisten Fällen selbstständig (ohne Chaperone) ausbildet. Die native Form besitzt ein lokales Minimum in der freien Energie zwischen verschiedenen möglichen Faltungen. Der Faltungstrichter ist ein Modell zur Beschreibung der Thermodynamik der Proteinfaltung. Mithilfe dieses Modells konnte man das Levinthal-Paradox umgehen, in dem besagt wurde, dass man ausgehend von der Ausgangskonformation eines Proteins es jede mögliche Konformation „ausprobiert“, um seinen nativen Zustand zu erreichen, was ca. 1024 Jahre in Anspruch nehmen würde. Mit dem Faltungstrichter kann man anschaulich erklären, dass beispielsweise eine Kugel an jeder Position des Trichterrands in das Zentrum des Trichters gelangt. So würde es sich auch mit dem Faltungsprozess eines Proteins verhalten, und zwar, dass unabhängig von der Ausgangskonformation des Proteins es nur dem Potentialgefälle folgen muss, um sein Energieminimum zu erreichen.
Die weite Öffnung des Trichters entspricht allen möglichen denaturierten Konformationen – die Konformationsentropie ist an dieser Stelle am höchsten. Bei Abnahme der freien Enthalpie nehmen auch die Konformationsmöglichkeiten ab. Die lokalen Minima an den Seiten des Trichters stehen für die semistabilen Zwischenstufen, die abhängig von ihrer Tiefe die Bildung der nativen Struktur erleichtern oder behindern können. Im unteren Bereich befindet sich der native Zustand mit einer genau definierten Konformation.

## Geschichte
Die Bezeichnung wurde 1992 von José Onuchic geprägt.
Die Experimente die zur Hypothese des Anfinsen-Dogma führten, wurden bereits zuvor erstmals von der Biochemikerin Lisa Steiner  durchgeführt, deren Vorgesetzten die Signifikanz der Ergebnisse damals jedoch nicht erkannten.